# 吳必學
吳必學（16世紀—16世紀），字以思，福建延平府南平縣人，明朝政治人物。

## 生平
吳必學是嘉靖十六年（1537年）丁酉科福建鄉試第十六名舉人，二十年（1541年）授容縣教諭，興建啟聖公祠，設置文廟用器，列出當地科貢人名，經他教導下縣內再次有士子中舉人，二十七年（1548年）陞亳州知州，慈祥愷悌、簡靜柔嘉、不濫訴訟、賦除積弊，陞九江府同知，惟因事謫海州知州，在地方重視師儒、增加廩糧、清理吏卒、抑壓豪強，同時築城防衛倭寇猖獗，以父母逝世回鄉，服闕後起為象州知州，設法平定僚人，荒年盡力賑災，陞臨江府同知，以清介聞名，致仕後在家寫下多篇作品，延平府知府易可久讓他修撰府志，入祀容縣、亳州及海州名宦祠。

## 引用
1. 1 2  民國《南平縣志·卷十九·人物志》：吳必學，字以思，嘉靖丁酉鄉薦，初署容縣教事，大修學舍，題科貢姓名於堂左右，邑絕科目五十年，自必學振興，遂有領鄉書者。遷亳州，減徭役，建學宮，內艱服闋補海州，時倭寇猖獗，築城捍禦，民賴以安，改象州，設法靖獠賊屬，歲屢祲，竭力賑恤，遷九江同知，復補臨江，所至以清介聞，致政家居多所撰述，郡守易可久延修郡志。
2. ↑  乾隆《梧州府志·卷十五·名宦志二》：吳必學，字以思，延平舉人，嘉靖二十年任容縣教諭，啟聖無祠，捐俸建之，又置文廟爐鼎籩豆百十餘器，列科貢姓名於堂左右，課士最篤，遷知亳州、九江二守，容士懷之為立石。
3. ↑  道光《亳州志·卷二十九·官爵志三》：吳必學，福建延平人，舉人，嘉靖中知亳州，陞九江府同知，民思其德，於去後立生祠，碑文稱其慈祥愷悌，簡靜柔嘉，百姓不敢欺，犴獄無濫繫，賦役除積弊，有古循良風，祀名宦。 纂祠碑，碑載藝文
4. ↑  嘉慶《海州直隸州志·卷二十一·良吏傳第一》：吳必學，字以思，福建延平舉人，以九江同知謫知海州，重師儒、豐廩餼、清吏卒、抑豪強，尋以憂歸，市民立遺愛祠以祀之。 舊州志